# Liste der Orgeln in Vorarlberg
In der Liste der Orgeln in Vorarlberg werden sukzessive alle Orgeln in Vorarlberg erfasst.

## Orgeln im Bezirk Bludenz
| Bezirk  | Gemeinde           | Ort/Katastral- gemeinde | Kirche/ Gebäude                  | Bild | Standort   | Orgelbauer                | Jahr     | Manuale | Register | Bemerkungen                                   |
| ------- | ------------------ | ----------------------- | -------------------------------- | ---- | ---------- | ------------------------- | -------- | ------- | -------- | --------------------------------------------- |
| Bludenz | Bartholomäberg     | Bartholomäberg          | Pfarrkirche Bartholomäberg       |      |            | Johann Michael Graß       | 1792     | I/P     | 15       | Orgel der Pfarrkirche Bartholomäberg          |
| Bludenz | Bludenz            | Bludenz                 | Heilig-Kreuz-Kirche              |      |            | Martin Pflüger            | 1992     | III/P   | 44       |                                               |
| Bludenz | Bludesch           | Bludesch                | Pfarrkirche Bludesch             |      | Westempore | Joseph Bergöntzle         | ca. 1780 | II/P    | 21       | 1802–1804 in Bludesch aufgebaut               |
| Bludenz | Brand (Vorarlberg) | Brand                   | Pfarrkirche Brand im Brandnertal |      |            | Lukas Koller              | 1870     | I/P     | 10       | Disposition                                   |
| Bludenz | Bürs               | Bürs                    | Pfarrkirche Bürs                 |      |            | Martin Pflüger            | 1981     | II/P    | 17       |                                               |
| Bludenz | Bürserberg         | Matin                   | Pfarrkirche Bürserberg           |      |            | Orgelbau M. Walcker-Mayer | 1960     | II/P    | 10       | Disposition                                   |
| Bludenz | Dalaas             | Wald am Arlberg         | Pfarrkirche Wald am Arlberg      |      |            | Gebrüder Mayer            | 1967     | II/P    | 14       | Disposition                                   |
| Bludenz | Gaschurn           | Gaschurn                | Pfarrkirche Gaschurn             |      |            | Georg Mayer               | 1885     | II/P    | 14       | Disposition                                   |
| Bludenz | Innerbraz          | Braz                    | Pfarrkirche Braz                 |      |            | Anton Behmann             | 1870     | I/P     | 10       | Disposition                                   |
| Bludenz | Lech am Arlberg    | Lech                    | Alte Pfarrkirche Lech am Arlberg |      |            | Josef Behmann             | 1891     | I/P     | 8        | Disposition                                   |
| Bludenz | Lech am Arlberg    | Lech                    | Neue Pfarrkirche Lech am Arlberg |      |            | Rieger Orgelbau           | 1993     | II/P    | 22       | Disposition                                   |
| Bludenz | Nenzing            | Nenzing                 | Pfarrkirche Nenzing              |      |            | Rieger Orgelbau           | 1985     | II/P    | 21       | Disposition                                   |
| Bludenz | Ludesch            | Ludesch                 | Pfarrkirche St. Sebastian        |      | Westempore | Gebrüder Mayer            | 1980     | II/P    | 18       | Restauriert 2004 Koppeln: I/P, II/P, I/II     |
| Bludenz | Schruns            | Schruns                 | Schrunser Münster                |      |            | Martin Pflüger            | 1988     | III/P   | 41       | Disposition                                   |
| Bludenz | St. Gerold         | St. Gerold              | Propstei Sankt Gerold            |      |            | Christoph Enzenhofer      | 1990     | III/P   | 38       | Disposition                                   |
| Bludenz | Thüringen          | Thüringen               | Pfarrkirche St. Stephan          |      | Westempore | Martin Pflüger            | 1985     | II/P    | 16       | Gehäuse von ca. 1805 Koppeln: I/P, II/P, I/II |
| Bludenz | Thüringerberg      | Thüringerberg           | Pfarrkirche Thüringerberg        |      |            | Martin Pflüger            | 1994     | II/P    | 18       | Disposition                                   |
| Bludenz | Tschagguns         | Tschagguns              | Pfarrkirche                      |      |            | Joseph Bergöntzle         | 1816     | III/P   | 38       | Totalrestaurierung 1994                       |
| Bludenz | Vandans            | Vandans                 | Neue Pfarrkirche Vandans         |      |            | Orgelbau M. Walcker-Mayer | 1961     | II/P    | 19       | Disposition                                   |

## Orgeln im Bezirk Bregenz
| Bezirk  | Gemeinde         | Ort/Katastral- gemeinde | Kirche/ Gebäude                     | Bild | Standort | Orgelbauer       | Jahr    | Manuale | Register | Bemerkungen                                                                 |
| ------- | ---------------- | ----------------------- | ----------------------------------- | ---- | -------- | ---------------- | ------- | ------- | -------- | --------------------------------------------------------------------------- |
| Bregenz | Bregenz          | Bregenz                 | Pfarrkirche Bregenz-St. Gallus      |      |          | Gregor Hradetzky | 1974    | III/P   | 34       | Gehäuse von Joseph Gabler 1771                                              |
| Bregenz | Bregenz          | Bregenz                 | Herz-Jesu-Kirche                    |      |          | Josef Behmann    | 1930/31 | III/P   | 60       | 54 echte Register zzgl. sechs Auszüge und eine Transmission, 4.650 Pfeifen. |
| Bregenz | Bregenz          | Bregenz                 | Seekapelle Bregenz                  |      |          | Gebrüder Mayer   | 1898    | II/P    | 11       | Disposition                                                                 |
| Bregenz | Bregenz          | Bregenz                 | Pfarrkirche Bregenz-St. Kolumban    |      |          | Gebrüder Mayer   | 1992    | II/P    | 22       | Disposition                                                                 |
| Bregenz | Bregenz          | Fluh                    | Pfarrkirche Bregenz-Fluh            |      |          | Gebrüder Mayer   | 1910    | I/P     | 9        | Disposition                                                                 |
| Bregenz | Bregenz          | Mehrerau                | Territorialabtei Wettingen-Mehrerau |      |          | Rieger Orgelbau  | 1971    | III/P   | 34       |                                                                             |
| Bregenz | Bregenz          | Mehrerau                | Territorialabtei Wettingen-Mehrerau |      |          | Rieger Orgelbau  | 1974    | II/P    | 14       |                                                                             |
| Bregenz | Bregenz          | Thalbach                | Kloster Thalbach                    |      |          | Rieger Orgelbau  | 1948    | II/P    | 12       | Disposition                                                                 |
| Bregenz | Bregenz          | Ölrain                  | Kreuzkirche am Ölrain               |      |          | Rieger Orgelbau  | 1981    | II/P    | 19       | Disposition                                                                 |
| Bregenz | Bregenz          | Rieden-Vorkloster       | Pfarrkirche Bregenz-Mariahilf       |      |          | Gebrüder Mayer   | 1931    | II/P    | 28       | Disposition                                                                 |
| Bregenz | Bregenz          | Rieden-Vorkloster       | Pfarrkirche Bregenz-St. Gebhard     |      |          | Herbert Gollini  | 1975    | II/P    | 30       |                                                                             |
| Bregenz | Bregenz          | Riedenburg              | Sacré Coeur Riedenburg              |      |          | Gebrüder Mayer   | 1873    | II/P    | 20       |                                                                             |
| Bregenz | Bildstein        | Bildstein               | Wallfahrtskirche Bildstein          |      |          | Rieger Orgelbau  | 1975    | II/P    | 19       |                                                                             |
| Bregenz | Damüls           | Damüls                  | Pfarrkirche Damüls                  |      |          | Anton Behmann    | 1874    | I/P     | 6        |                                                                             |
| Bregenz | Egg (Vorarlberg) | Egg                     | Pfarrkirche Egg (Vorarlberg)        |      |          | Rieger Orgelbau  | 1964    | II/P    | 27       | Disposition                                                                 |
| Bregenz | Gaißau           | Gaißau                  | Pfarrkirche St. Othmar              |      |          | Rieger Orgelbau  | 1989    |         |          |                                                                             |
| Bregenz | Hard             | Hard                    | Filialkirche St. Martin             |      |          | Rieger Orgelbau  | 1976    | I/P     | 6        | Disposition                                                                 |
| Bregenz | Hittisau         | Hittisau                | Pfarrkirche Hittisau                |      |          | Alois Schönach   | 1869    | II/P    | 21       | Disposition                                                                 |
| Bregenz | Höchst           | Höchst                  | Pfarrkirche Höchst                  |      |          | Rieger Orgelbau  | 1966    | III/P   | 39       | Disposition                                                                 |
| Bregenz | Hohenweiler      | Gwiggen                 | Abtei Mariastern-Gwiggen            |      |          | Rieger Orgelbau  | 1980    | II/P    | 18       | Disposition                                                                 |
| Bregenz | Kennelbach       | Kennelbach              | Pfarrkirche St. Josef               |      |          | Anton Behmann    | 1897    |         |          |                                                                             |
| Bregenz | Langenegg        | Oberlangenegg           | Pfarrkirche Langenegg               |      |          | Martin Pflüger   | 1980    | II/P    | 17       |                                                                             |
| Bregenz | Lauterach        | Lauterach               | Pfarrkirche Lauterach               |      |          | Anton Behmann    | 1883    | II/P    | 21       | Disposition                                                                 |
| Bregenz | Lingenau         | Lingenau                | Pfarrkirche Lingenau                |      |          | Rieger Orgelbau  | 2012    | II/P    | 28       | Disposition                                                                 |
| Bregenz | Lochau           | Lochau                  | Pfarrkirche Lochau                  |      |          | Rieger Orgelbau  | 1985    | II/P    | 22       | Disposition                                                                 |
| Bregenz | Mellau           | Mellau                  | Pfarrkirche Mellau                  |      |          | Rieger Orgelbau  | 1989    | II/P    | 22       | Disposition                                                                 |
| Bregenz | Mittelberg       | Hirschegg               | Pfarrkirche Hirschegg               |      |          | Remigius Haaser  | 1834    | I/P     | 11       | Disposition                                                                 |
| Bregenz | Mittelberg       | Kleinwalsertal          | Pfarrkirche Mittelberg              |      |          | Anton Behmann    | 1886    | II/P    | 17       | Disposition                                                                 |
| Bregenz | Mittelberg       | Riezlern                | Pfarrkirche Riezlern                |      |          | Anton Behmann    | 1891    | II/P    | 20       | Disposition                                                                 |
| Bregenz | Riefensberg      | Riefensberg             | Pfarrkirche Riefensberg             |      |          | Rieger Orgelbau  | 1995    | II/P    | 15       | Disposition                                                                 |
| Bregenz | Schnepfau        | Schnepfau               | Pfarrkirche Schnepfau               |      |          | Anton Behmann    |         | I/P     | 11       | Disposition                                                                 |
| Bregenz | Schoppernau      | Schoppernau             | Pfarrkirche Schoppernau             |      |          | Rieger Orgelbau  | 1981    | II/P    | 26       |                                                                             |
| Bregenz | Schwarzach       | Schwarzach              | Pfarrkirche Schwarzach              |      |          | Rieger Orgelbau  | 1994    | II/P    | 29       |                                                                             |
| Bregenz | Schwarzenberg    | Schwarzenberg           | Pfarrkirche Schwarzenberg           |      |          |                  |         |         |          |                                                                             |
| Bregenz | Sibratsgfäll     | Sibratsgfäll            | Pfarrkirche Sibratsgfäll            |      |          | Hubert Neumann   | 1954    | II/P    | 15       |                                                                             |
| Bregenz | Sulzberg         | Sulzberg                | Pfarrkirche Sulzberg                |      |          | Anton Behmann    | 1895    | II/P    | 25       |                                                                             |
| Bregenz | Sulzberg         | Thal                    | Pfarrkirche Sulzberg-Thal           |      |          | Rieger Orgelbau  | 1982    | II/P    | 17       |                                                                             |
| Bregenz | Übersaxen        | Übersaxen               | Pfarrkirche Übersaxen               |      |          | Anton Behmann    | 1894    | I/P     | 7        |                                                                             |
| Bregenz | Warth am Arlberg | Warth am Arlberg        | Pfarrkirche Warth am Arlberg        |      |          | Rieger Orgelbau  | 1976    | II/P    | 12       |                                                                             |
| Bregenz | Wolfurt          | Wolfurt                 | Pfarrkirche Wolfurt                 |      |          | Hubert Neumann   | 1962    | II/P    | 27       |                                                                             |

## Orgeln im Bezirk Dornbirn
| Bezirk   | Gemeinde | Ort/Katastral- gemeinde | Kirche/ Gebäude                           | Bild | Standort | Orgelbauer      | Jahr    | Manuale | Register | Bemerkungen |
| -------- | -------- | ----------------------- | ----------------------------------------- | ---- | -------- | --------------- | ------- | ------- | -------- | ----------- |
| Dornbirn | Dornbirn | Dornbirn                | Stadtpfarrkirche St. Martin (Hauptorgel)  |      |          | Josef Behmann   | 1927–28 | III/P   | 72       | Disposition |
| Dornbirn | Dornbirn | Dornbirn                | Stadtpfarrkirche St. Martin (Chororgel)   |      |          | Johannes Karl   | 1969–70 | II/P    | 15       |             |
| Dornbirn | Dornbirn | Dornbirn                | Heilandskirche Dornbirn                   |      |          | Rieger Orgelbau | 2003    | II/P    | 10       | Disposition |
| Dornbirn | Dornbirn | Haselstauden            | Pfarrkirche Dornbirn-Haselstauden         |      |          | Rieger Orgelbau | 1995    | II/P    | 21       | Disposition |
| Dornbirn | Dornbirn | Schoren                 | Pfarrkirche Dornbirn-Schoren              |      |          | Rieger Orgelbau | 1988    | II/P    | 23       | Disposition |
| Dornbirn | Hohenems | Hohenems                | Pfarrkirche Hohenems                      |      |          | Herbert Gollini | 1987    | III/P   | 40       |             |
| Dornbirn | Lustenau | Lustenau                | evang. Pfarrkirche                        |      |          | Rieger Orgelbau | 1964    | I       | 4        | Disposition |
| Dornbirn | Lustenau | Lustenau                | Pfarrkirche St. Peter und Paul (Lustenau) |      |          | Martin Pflüger  | 1998    | II/P    | 36       | Disposition |
| Dornbirn | Lustenau | Reindorf                | Erlöserkirche (Lustenau)                  |      |          | Rieger Orgelbau | 1995    | II/P    | 33       | Disposition |

## Orgeln im Bezirk Feldkirch
| Bezirk    | Gemeinde           | Ort/Katastral- gemeinde | Kirche/ Gebäude                    | Bild | Standort | Orgelbauer           | Jahr | Manuale | Register | Bemerkungen                        |
| --------- | ------------------ | ----------------------- | ---------------------------------- | ---- | -------- | -------------------- | ---- | ------- | -------- | ---------------------------------- |
| Feldkirch | Altach             | Altach                  | Pfarrkirche Altach                 |      |          | Rieger Orgelbau      | 1972 | III/P   | 32       | Disposition                        |
| Feldkirch | Batschuns          | Batschuns               | Pfarrkirche Batschuns              |      |          | Christoph Enzenhofer | 1999 | II/P    | 22       |                                    |
| Feldkirch | Feldkirch          |                         | Dom St. Nikolaus                   |      |          | Gebrüder Mayer       | 1878 | I/P     | 6        | Chororgel in Apsis                 |
| Feldkirch | Feldkirch          | Altstadt                | Dom St. Nikolaus                   |      |          | Metzler Orgelbau     | 1976 | III/P   | 35       | Disposition                        |
| Feldkirch | Feldkirch          | Altenstadt              | Dominikanerinnenkloster Feldkirch  |      |          | Rieger Orgelbau      | 1966 | II/P    | 11       |                                    |
| Feldkirch | Feldkirch          | Altenstadt              | Pfarrkirche Feldkirch-Altenstadt   |      |          | Gebrüder Mayer       | 1982 | II/P    | 24       |                                    |
| Feldkirch | Feldkirch          |                         | Vorarlberger Landeskonservatorium  |      |          | Martin Pflüger       | 1991 | III/P   | 38       |                                    |
| Feldkirch | Feldkirch          | Levis                   | Maria, Königin des Friedens        |      |          | Gebrüder Mayer       | 1971 | II/P    | 17       |                                    |
| Feldkirch | Feldkirch          | Gisingen                | St. Sebastian                      |      |          | Martin Pflüger       | 2015 | II/P    | 23       |                                    |
| Feldkirch | Feldkirch          | Nofels                  | Neue Pfarrkirche                   |      |          | Reinisch-Pirchner    | 1963 | II/P    | 22       |                                    |
| Feldkirch | Feldkirch          | Tisis                   | Neue Pfarrkirche                   |      |          | Gebrüder Link        | 1868 | II/P    | 15       | stand bis 2018 in Johanniterkirche |
| Feldkirch | Feldkirch          | Tosters                 | Alte Pfarrkirche Feldkirch-Tosters |      |          | Martin Pflüger       | 1994 | I/P     | 11       |                                    |
| Feldkirch | Frastanz           | Frastanz                | Pfarrkirche Frastanz               |      |          | Metzler Orgelbau     | 1986 | II/P    | 22       | Disposition                        |
| Feldkirch | Fraxern            | Fraxern                 | Pfarrkirche Fraxern                |      |          | Orgelbau Göckel      | 1998 | II/P    | 20       |                                    |
| Feldkirch | Götzis             | Götzis                  | Neue Pfarrkirche Götzis            |      |          | Gregor Hradetzky     | 1967 | II/P    | 28       |                                    |
| Feldkirch | Götzis             | Götzis                  | Alte Pfarrkirche Götzis            |      |          | Rieger Orgelbau      | 1981 | II/P    | 6        |                                    |
| Feldkirch | Klaus (Vorarlberg) | Klaus                   | Pfarrkirche Klaus                  |      |          | Rieger Orgelbau      | 1971 | II/P    | 18       | Disposition                        |
| Feldkirch | Koblach            | Koblach                 | Pfarrkirche Koblach                |      |          | Rieger Orgelbau      | 1981 | II/P    | 21       | Disposition                        |
| Feldkirch | Mäder              | Mäder                   | Pfarrkirche Mäder                  |      |          | Rieger Orgelbau      | 1995 | II/P    | 16       |                                    |
| Feldkirch | Rankweil           | Rankweil                | Basilika Rankweil                  |      |          | Martin Pflüger       | 1985 | II/P    | 24       |                                    |
| Feldkirch | Rankweil           | Rankweil                | St. Josef                          |      |          | Rieger Orgelbau      | 1977 | II/P    | 16       | Disposition                        |
| Feldkirch | Schlins            |                         | Pfarrkirche Schlins                |      |          | Alois Schönach       | 1858 | II/P    | 18       |                                    |
| Feldkirch | Schnifis           | Schnifis                | Pfarrkirche Schnifis               |      |          | Rieger Orgelbau      | 1973 | II/P    | 19       |                                    |
| Feldkirch | Sulz (Vorarlberg)  | Sulz                    | Pfarrkirche Sulz (Vorarlberg)      |      |          | Gebrüder Mayer       | 1973 | II/P    | 21       | Disposition                        |
| Feldkirch | Viktorsberg        |                         | Pfarrkirche Viktorsberg            |      |          | Anton Behmann        | 1895 | I/P     | 9        |                                    |